# Driestreepsigaar
De driestreepsigaar (Sigara semistriata) is een wants uit de familie van de Corixidae (Duikerwantsen). De soort werd het eerst wetenschappelijk beschreven door Franz Xaver Fieber in 1848.

## Uiterlijk
De grotendeels bruine duikerwants is altijd langvleugelig en kan 5.5 tot 6.5 mm lang worden. Het halsschild is bruin, net als de voorvleugels, en heeft zeven regelmatige, gele dwarslijntjes. De kop en de pootjes zijn helemaal geel. Tussen het vliezige, doorzichtige deel en het verharde gedeelte van de voorvleugels loopt een gele streep. Over het begin van de voorvleugels lopen regelmatige gele dwarstreepjes. Meer naar het midden van de vleugels zijn de streepjes onregelmatig en onderbroken door drie zwarte lengtelijnen. De driestreepsigaar lijkt op de tweestreepsigaar (Sigara limitata), bij die soort worden echter de lichte dwarslijnen op het corium van de voorvleugels onderbroken door twee lengtelijnen, in plaats van drie.

## Leefwijze
De wants overleeft de winter als volwassen wants. De soort kent één enkele generatie in het jaar en geeft de voorkeur aan zure wateren.

## Leefgebied
De wantsen zijn in Nederland algemeen maar in het oosten en het westen zeldzamer. De soort komt voornamelijk voor in Noord-Europa.